# Adriaan Engels
Adriaan Engels (Haarlem, 24 december 1906 – Papendrecht, 12 mei 2003) was een Nederlands organist en componist. Hij was zoon van ketelmaker Arie Engels en Alida van der Steen. Hijzelf was getrouwd met Dina Lena van der Weele. Hij werd begraven te Velsen. Oegstgeest kent in haar componistenbuurt een Adriaan Engelslaan.
Engels begon met zijn orgelstudie bij George Robert, de organist van de Grote of Sint-Bavokerk in Haarlem, en daarnaast muziektheorie bij Leo Smit. Hij studeerde verder aan het Amsterdams Conservatorium waar hij les had van onder anderen Cornelis de Wolff en Sem Dresden.

## Activiteiten
Al toen hij 25 was, in 1932, werd hij benoemd tot organist van de Grote of Sint-Jacobskerk in Den Haag. Hij speelde op het Witte-orgel uit 1882 dat in 1971 vervangen is door het huidige Metzler-orgel. Hij stond bekend om zijn vertolkingen van het werk van Johann Sebastian Bach en César Franck. Verder was hij een van de eerste organisten in Nederland die de orgelwerken speelde van Paul Hindemith, Hugo Distler en Ernst Pepping. In 1953 was hij een van de organisten die het Sweelinckorgel in de Nicolaïkerk in Utrecht inwijdde, samen met bijvoorbeeld Meindert Boekel. Engels bleef in de Haagse kerk werken tot 1972. Hij werd opgevolgd door zijn leerling Wim van Beek.
Daarnaast was hij ook hoofddocent orgel en muziektheorie aan het Koninklijk Conservatorium in Den Haag. Veel van Engels' studenten kwamen in vooraanstaande Nederlandse kerken terecht. Simon Admiraal, Caecilia Andriessen, Wim van Beek, Leen de Broekert, Johan van Dommele, Christiaan Ingelse, Johann Th. Lemckert, Sander van Marion, Bernard Renooij en Stoffel van Viegen behoorden tot zijn leerlingen.
Engels was lid en secretaris van de Hervormde Orgelcommissie. Hij had zo veel invloed op de orgelbouw en orgelrestauraties in Nederland (onder andere in Haarlem, Maassluis en Rotterdam), met name na de watersnood van 1953. Duidelijk was hierbij de invloed van de Orgelbewegung uit Duitsland en Denemarken.
Engels componeerde voornamelijk kerkmuziek, met werken voor orgel, orgel met koperblazers, koormuziek (a capella en met begeleiding), gezangmelodieën en veel bewerkingen van liederen voor de Hervormde Bundel uit 1938 en het Liedboek voor de Kerken uit 1973. Muziek van Engels is uitgegeven bij onder andere Ars Nova en Harmonia.
- International Standard Name Identifier: 0000 0003 8730 3567
- Library of Congress Control Number: no91012646
- Nationale Bibliotheek van Letland: 000046681
- Nederlandse Thesaurus van Auteursnamen: 158006070
- Virtual International Authority File: 280231018
- WorldCat: E39PBJgxrQ7grbQ6MdQhtqr8YP